# Anne Boleyn
Anne Boleyn (født ca. 1501, død 19. maj 1536) var 1533-36 dronning af England, efter at Henrik 8. af England fik sit ægteskab med Katharina af Aragonien annulleret. Hun var datter af Thomas Boleyn, senere jarl af Wiltshire og Ormond, og hans hustru Elizabeth Boleyn og søster til Mary Boleyn og George Boleyn.
Kong Henriks ønske om at bryde ud af sit første ægteskab for at gifte sig med Anne, førte til hans brud med den romerskkatolske kirke og grundlæggelsen af den engelske kirke med ham selv som overhoved.
Anne Boleyn blev kronet som dronning af England den 1. juni 1533 og fødte i september samme år den senere dronning Elizabeth 1. af England. På baggrund af anklager om ægteskabsbrud, blodskam og højforræderi blev hun dømt til døden og henrettet i Tower of London.

## Begyndelsen
Anne Boleyn voksede op på Hever-slottet i Kent sammen med sine to søskende, Mary og George. Manglende kirkebøger har gjort det umuligt at fastslå Annes præcise fødselsdato. Men hun var yngre end Mary, for i 1597 rejste Marys barnebarn George Carey, 2. baron Hunsdon, krav om overtagelse af titlen jarl af Ormond, baseret på Marys ret til denne, som ville være tilfaldet dronning Elizabeth, hvis Anne Boleyn havde været den ældste. (Ved fravær af en mandlig linje går titlen til den ældste kvinde.)
Flere årstal har været fremsat som Anne Boleyns fødselsår. William Camden mente, hun var født så sent som 1507; men det vides sikkert, at Anne rejste til Nederlandene som hofdame hos Margaret af Østrig i 1513. Det ville være højst usædvanligt at sende en pige til udlandet som hofdame som 6-årig. I et brev skriver kejser Maximilian 1., at han vil opfylde sit løfte om, at en pige sendes til hans hof, nu da hun har nået den passende alder - og den pige var lige fyldt 13. Dertil foreligger et brev fra 1513/14, skrevet af Anne til sin far med fast og flydende hånd, helt usædvanlig for en person yngre end ti år. Annes fransk var så snart efter ankomsten stadig meget dårlig, men hun får da udtrykt sit ønske om at være en touss onnette fame (= fuldstændig ærlig [dvs. kysk] kvinde). Hun var en af 18 hofdamer, benyttet til at løbe ærinder for, opvarte og holde herskabet med selskab. I de år var den kommende tysk-romerske kejser Karl 5. også ved hoffet, ligesom Elisabeth af Habsburg, der senere giftede sig med Christian 2. og blev dronning af Danmark-Norge.
1501 som Annes fødselsår er derfor langt mere sandsynligt end 1507 og passer med, at pigen blev sendt udenlands i 1513. Hun nedstammede fra købmanden Geoffrey Boleyn, der blev borgmester i London i årene 1457/58. Han købte jord op og fik bygget Hever-slottet i Kent. Geoffrey giftede sig med Anne Hoo, som Anne Boleyn var opkaldt efter. Deres søn, William Boleyn, blev slået til ridder i 1483 og trak sig tilbage til landlivet i Blickling i Norfolk, ca. 24 kilometer fra Norwich. Hans kone Margaret var adelig. Deres søn Thomas blev far til Anne Boleyn. Familien Boleyn var da en del af det aristokratiske miljø og tilhørte den engelske elite.
Efternavnet Boleyn er stavet på mange måder: Bullun på grund af familiens våbenskjold med et tyrehoved. Margaret af Østrig skrev hendes navn Boullan, og hun selv underskrev sig som Anna de Boullan. Bolina er latin og kan ses på mange portrætter af hende.

## Holland og Frankrig
Ærkehertuginde Margaret af Østrig regerede Nederlandene som statholder på sin far kejser Maximilian 1.s vegne, og blev så imponeret over Boleyn-familien, at hun tilbød Anne en plads ved sit hof. Anne gjorde et så godt indtryk med sine gode maner og lærenemhed, at Margaret skrev til hendes forældre, at pigen var "så kvik og behagelig for sin unge alder, at jeg er Dem større tak skyldig, end De er mig". Hun skaffede Anne en huslærer ved navn Symonner. Det varede dog kun et år, for i august 1514 skrev hendes far til ærkehertuginden, at Anne måtte tilbage til England for - ligesom sin søster Mary - at ledsage Henrik 8.s søster Mary Rose til Frankrig for at blive gift med Ludvig 12. i oktober 1514. Mary Rose behøvede nogen i følget, der kunne tale fransk, og det havde Anne nu lært.
I Frankrig blev Anne hofdame først for dronning Mary Rose, der snart blev enke og vendte hjem til England. Mary Boleyn ser ud til at have fulgt hende tilbage. Anne blev derimod i Frankrig som hofdame for dronning Claude, som hun tjente i næsten syv år. Anne fremstod da som mere fransk end engelsk; hun talte sproget flydende, sang og dansede angiveligt godt, og spillede lut. Langt senere opstod rygter om, at både Anne og hendes søster Mary var blevet antastet af den kvindeglade kong Frans 1., men det foreligger der ingen samtidige kilder eller beviser for.
I 1517 kom kong Frans tilbage fra militær sejr i Milano, medbringende Leonardo da Vinci. Det blev sagt, at han malede et portræt af Anne Boleyn, men la belle Ferronnière blev malet længe inden Anne blev født.
Der findes få sikre kilder til Annes udseende. Portrætterne er omdiskuteret. Portrættet i National Gallery i London må være malet længe efter hendes død, som kopi efter en tabt original, da træværket er fra efter 1584. På en tegning af Hans Holbein den yngre er hun lyshåret. Marino Sanuto, der så Anne sammen med kong Henrik 8. i Calais i oktober 1532, beskrev hende som "ikke blandt de smukkeste kvinder i verden; hun er middelhøj, mørklødet, lang hals, bred mund, ikke meget bryst [men] øjnene er sorte og smukke". Simon Grynée skrev til Martin Bucer i september 1531, at Anne var "ung, så godt ud, med en ret mørk teint". Lancelot de Carles beskrev hende som "smuk med en elegant figur", hvilket en venetianer i 1528 var enig i. Den katolske præst og polemiker Nicolas Sanders, der gav Anne skylden for kong Henriks brud med pavedømmet, skrev i 1586 - 50 år efter hendes død - at "Anne Boleyn var ret høj med sort hår og et ovalt ansigt med gusten teint, som var hun plaget af gulsot. Det siges, at hun havde en fremstikkende tand ved underlæben, og på sin højre hånd seks fingre. Hun havde en vorte under hagen, og bar derfor højhalsede kjoler...Hun var smuk at se på, med en smuk mund, på sin vis underholdende, god til at spille lut og danse."
Annes lange ophold i Frankrig kan være årsag til hendes kristendom med grundlag i renæssancens humanisme. Da hun senere tog afstand fra pavedømmet, kunne hendes konservative tendenser ses i hendes hengivenhed for jomfru Maria. Annes ophold i Frankrig sluttede i 1521, da hendes far kaldte hende hjem til England, og hun sejlede fra Calais i januar 1522, men beholdt sit franske motto livet ud: "Ainsi sera, groigne qui groigne" (= Sådan bli'r det, om man brokker sig eller ej).

## Ved Henriks hof
Anne Boleyns og de engelske lærdes afrejse i januar 1522 vakte den franske konges mistanke om, at kong Henrik planlagde at gå til krig mod Frankrig. Kardinal Wolsey forsøgte at overbevise ambassadørerne om, at Annes hjemrejse kun skyldtes hendes families ønske om at få hende gift. Et ægteskab med hendes irske fætter James Butler blev først anset som fordelagtigt.
Da den gamle jarl af Ormond døde i 1515, forlangte hans svigersøn Piers Butler at arve titlen, men det samme gjorde hans anden svigersøn, Thomas Boleyn. I håb om et forlig foreslog man så ægteskabet mellem Anne og James. Imidlertid kan Thomas Boleyn have haft forhåbninger om et bedre parti for sin datter, og James Butler giftede sig senere med Joan Fitzgerald.
Anne deltog i festlighederne hjemme hos kardinal Wolsey i York Place 4. marts 1522, hvor Anne havde rollen som "Udholdenhed" (Perseverance), mens søsteren Mary fik rollen som "Venligheden" (Kindness). Otte riddere, anført af Henrik 8., løb mod damerne og angreb dem med appelsiner og dadler, mens damerne forsvarede sig med rosenvand og konfekter. Til sidst tog herrerne hofdamerne til fange og dansede med dem. Om kong Henrik da lagde mærke til Anne, ved vi ikke; måske var det tværtimod ved den anledning, at han fattede interesse for hendes søster Mary.
På et tidspunkt i 1522 var der tale om en forbindelse mellem Anne og Henry Percy, der tjente hos kardinal Wolsey, og var søn af jarlen af Northumberland. Han tilhørte en af Tudor-Englands ledende familier. Meget lidt vides sikkert om forholdet. Wolseys betroede, George Cavendish, fortæller, at når kardinalen var i retten, holdt Percy sig i dronningens værelser, hvor han fordrev tiden med hofdamerne, deriblandt Anne. Angivelig var kong Henrik blevet betaget af Anne og fik Wolsey til at bryde de to unges forlovelse. I stedet blev det aftalt, at Henry Percy skulle giftes med Mary Talbot, datter af jarlen af Shrewsbury. Det passer dog ikke med, at dette ægteskab var aftalt allerede i 1516. Angiveligt blev Anne sendt væk fra hoffet en tid, og skulle være meget vred på kardinal Wolsey for dette; men det passer heller ikke med, at hun skrev meget venligt til Wolsey i 1528. Imidlertid kom forbindelsen med Henry Percy til at koste hende dyrt. I 1536 blev det hævdet, at det var på baggrund af det unge pars angivelige ægteskabsaftale, at ærkebiskop Thomas Cranmer kunne erklære Annes ægteskab med Henrik 8. som ugyldigt.
En anden af Annes tilbedere var poeten og diplomaten Thomas Wyatt (1503-42) fra slottet Allington ved Maidstone. Wyatt giftede sig omkring 1520 med Elizabeth Brooke, som han fik to børn med, men forlod i 1526 efter at have beskyldt hende for utroskab. Han virkede betaget af Anne, og flere af hans digte tyder i den retning, såsom linjerne "Det er skrevet om hendes kønne hals "Rør mig ikke", for Cæsars er jeg" - meget træffende som beskrivelse af en kvinde, der er blevet kongens. Folk mærkede sig også verslinjen "Hvilket ord ændres ikke, om det spejlvendes?" Løsningen (Anna) er tilføjet i det ene manuskript (dog ikke med Wyatts håndskrift). Digtets tredje linje lyder: "It is mine answer" (læs: mine Anne, sir).
På et ukendt tidspunkt indledte kong Henrik et forhold til Mary Boleyn, som han senere droppede for hendes søster Anne. Da Henrik i 1527 for første gang ansøgte paven om tilladelse til at gifte sig igen, bad han om tilladelse til at kunne gifte sig med en kvinde, selv om hun allerede havde indgået en ægteskabskontrakt med en anden, dog forudsat, at denne ikke var fuldbyrdet. Dette kan lyde som Anne Boleyn.

### Annulleringen
Skilsmisse i den nuværende forståelse af ordet fandtes ikke i Tudortiden, men et ægteskab kunne annulleres, dvs. ophæves som værende ugyldigt. Henrik 8. og dronning Katharina levede godt sammen i mange år, men da hun efter tyve år var mislykkedes i at give ham en mandlig tronarving, ændrede han sig. Katharina var først kommet til England for at ægte Arthur Tudor, men han døde af den engelske svedesot et par måneder efter brylluppet. Som slægtning af den tysk-romerske kejser var den unge enke en alt for vigtig brik i det politiske spil til, at den gamle konge ville give slip på sin svigerdatter; og til sidst gav pave Julius 2. tilladelse til, at Henrik kunne følge sit hjerte og gifte sig med sin brors enke. Men hun var nu over den alder, hvor hun kunne blive gravid, og Henrik begyndte at tolke sin mangel på tronarving som en forbandelse for at have brudt Guds ord. Han søgte bekræftelse i Bibelen, hvor der i Tredje Mosebog 20,21 står, at en mand, der gifter sig med sin brors hustru, vil forblive barnløs. Henrik valgte nu at tro, at Katharina havde løjet, den gang hun forsikrede ham om, at hendes første ægteskab aldrig blev fuldbyrdet. Dermed var hans og Katharinas ægteskab forkert i Guds øjne. Imidlertid står der i Femte Mosebog 25,5, at en mand pligter at tage sin brors enke til kone, hvis hans bror er død uden sønner. Kong Henrik mærkede sig dog kun, hvad der stod i Tredje Mosebog og sendte en forespørgsel til pave Clemens 7. om annullering af sit ægteskab.
Flere kærlighedsbreve fra Henrik til Anne er bevaret, pudsigt nok i Vatikanet. Desværre er de udateret, og Annes svar er gået tabt. De fleste af kærlighedsbrevene er på fransk; måske ønskede kongen at vise hende, at også han havde lært sproget.
Uden daterede breve til rådighed er det ukendt, hvornår Henrik indledte sit forhold til Anne; men hans første ansøgning om annullering af ægteskabet med Katharina er fra maj 1527, da kardinal Wolsey åbnede en formel undersøgelse af, om ægteskabet faktisk havde været efter loven. I august samme år anmodede Henrik paven om tilladelse til at indgå ægteskab med en kvinde, selv om han allerede havde stået i forhold til hendes søster. Det må dreje sig om hans forhold til Boleyn-søstrene.
I det ene brev fortvivler kongen over Annes fravær fra hoffet. Åbenbart har hun afvist ham og rejst væk, fordi hun ikke så nogen fremtid i at blive kongens frille, hvor hun - ligesom sin søster Mary - risikerede en dag at blive droppet for en anden. Intet tyder på, at hun stillede noget krav om at han skulle tilsidesætte dronningen; det ville medføre enorme politiske konsekvenser, da Katharina var moster til den mægtige kejser Karl 5. Derimod har hun fremmet krav om at være kongens eneste elskerinde, og i et brev forsikrer Henrik hende om, "at fra nu af vil mit hjerte kun tilhøre dig, i stort håb om, at det samme vil gælde min krop". Dagligt trygler han Gud om dette, skriver han, og afslutter med de franske ord aultre ne cherse (= nogen anden søger jeg ikke).
Ud fra brevene var det Henrik selv, der afstod fra at dele seng med Anne, før deres forhold var formaliseret. For ham drejede forholdet sig i høj grad om, at han desperat ønskede en mandlig tronarving, født i ægteskab, så der ikke ville blive uenighed og stridigheder om arvefølgen. Hvis Anne fødte ham børn, men ikke i ægteskab, ville det være forgæves. Dertil ville hans påstand om at få sit første ægteskab annulleret af frygt for Guds uvilje, lyde mindre overbevisende.
Af diplomatiske årsager bekymrede det kardinal Wolsey, at kong Henrik ville opløse sit ægteskab med en kvinde, der var moster til den mægtige kejser Karl. Men da samme kejser indtog og plyndrede Rom i 1527, og pave Clemens 7. søgte tilflugt i Engelsborg, tilbød Wolsey sig at overtage som pave, med den bagtanke hurtigt at få annulleret kongens ægteskab. Men samme sommer, mens kardinalen var optaget med forhandlinger i Frankrig, sendte kong Henrik bag hans ryg sekretæren William Knight til Rom for at opnå tilladelse til gengifte. Wolsey blev bekymret, for chancen for en indvilligelse blev væsentlig dårligere, straks det gik op for paven, at Henrik egentlig ikke bekymrede sig for sit ægteskabs gyldighed i Guds øjne, men simpelthen ønskede at udskifte dronningen til fordel for en kvinde, han var forelsket i.
I juni 1528 brød der svedesyge ud blandt Annes hofdamer. Anne selv flygtede til Kent, men var allerede smittet; hendes svoger William Carey døde. Anne og hendes far kom sig imidlertid, og hun var tilbage ved hoffet 20. august. Kongen havde været fra sig af bekymring, og forsikrede hende om det i sine breve. Af hensyn til rigets sikkerhed måtte han dog nøjes med at sende hende sin læge; mange ved hoffet døde i løbet af få timer.
Samme år gav Anne ham William Tyndales bog The Obedience of the Christian Man, der tog kongen med storm. Tyndale understregede kongens autoritet uafhængig af pave og kirke, for ifølge Tyndale var konger udnævnt af Gud selv. Men i 1530 ærgrede Tyndale kong Henrik ved at udgive The Practyse of Prelates, hvor han angreb Henriks ønske om at opløse sit første ægteskab. Nok i håb om støtte fra Tyndale tilbød kong Henrik ham frit lejde hjem til England og en plads ved hoffet. Kongens højre hånd, Thomas Cromwell, fik dette aftalt med Tyndale, der dog betingede sig, at kongen til gengæld udgav Bibelen på engelsk. Men på trods af Henriks brud med pavedømmet var han konservativ i sin tro, og overholdt stadig de katolske sakramenter og messer. Ikke mindst stod han fast på, at Bibelen kun skulle trykkes på latin. Tyndale blev derfor sat fast i Nederlandene og brændt på bålet som kætter. Senere anskaffede Anne Boleyn en fransk oversættelse af Bibelen fra 1528, trykt i Antwerpen i 1534, som hun holdt af at læse i.
Da kongen efterhånden blev overbevist om, at Wolseys loyalitet lå i Rom og ikke i England, blev kardinalen i 1529 afskediget fra alle offentlige embeder. Han tryglede Anne om at gå i forbøn for sig hos kongen. Hun svarede budbringeren venligt, men kunne intet love. Undervejs til kongen i London og sigtelsen for højforræderi blev Wolsey syg og døde i Leicester, hvor han også er begravet.
I maj 1531 indtrådte et vendepunkt i Annes forhold til kongen. Han forviste Katharina fra hoffet og genså hende aldrig. Hun genså heller aldrig sin datter Maria. I juli udtalte Anne Boleyn med større selvsikkerhed end nogensinde, at hun ville være gift med kongen i løbet af 3-4 måneder. Hun overtog også dronningens repræstentationsopgaver og modtog i december 1531 den franske ambassadør de la Pommeraye. For første gang fejrede Katharina ikke jul ved hoffet og fik heller ingen nytårsgave fra kongen. Den folkelige støtte havde Katharina dog stadig. Det kom til udtryk en aften i efteråret, hvor Anne var til middag på en herregård ved Themsen, da en skare vrede kvinder marcherede mod herregården, og Anne blev tvunget til at flygte i en båd skjult for skaren.
I august 1532 døde William Warham, ærkebiskop af Canterbury. Så længe han var i live, turde Henrik ikke at gå videre med annulleringen af sit ægteskab, af frygt for Warhams fordømmelse, som ville ramme ham hårdt. Nu fik han indsat den loyale Thomas Cranmer i den ledige post.

### Anne Boleyn og reformationen
Historikerne har forskellige opfattelser af, hvor optaget Anne Boleyn var af reformationen. I februar 1533 udtalte hun, at hvis hun efter påske opdagede, at hun var gravid (og det var hun), ville hun foretage en valfart til Vor frue i Walsingham. Det var naturligvis en katolsk skik. Kroningsceremonien i 1533 var også gennemført katolsk i sit udtryk. I marts 1535, da presset på hende om at blive gravid igen var meget stort, skal hun have tvunget en navnløs mand til at stå frem og sige, at han havde modtaget en åbenbaring om, at hun ikke kom til at blive gravid, så længe dronning Katharina og kongens datter prinsesse Maria var i live (Underforstået: Hun ønskede dem henrettet). Visioner var også en katolsk tradition.
Som god katolik havde Anne Boleyn en tidebog, der er bevaret. Under et billede af dommedag i tidebogen har hun skrevet le temps viendra. Je, Anne Boleyn (= tiden vil komme. Jeg, Anne Boleyn).  
I sine sidste dage skal Anne have spurgt vogteren Kingston i Tower, om hun ikke kom til himmelen, eftersom hun havde "gjort mange gode gerninger?" Hun forestillede sig altså ikke en protestantisk frelse ved Guds nåde, men en katolsk frelse ved sine gode gerninger. Hvis hun på skafottet virkelig bad de fremmødte om at bede for hende, fremkommer en tro på skærsilden, der er fraværende hos protestanter.

## Ægteskabet
I 1532 fik kongen udnævnt Anne til markise af Pembroke for at øge hendes betydning under parrets planlagte besøg i Frankrig oktober samme år. Ved at møde parret anerkendte kong Francis deres forhold og viste sin støtte til deres ønske om at blive gift. Til gengæld fik Francis et enormt overtag, for ved at droppe sit ægteskab med Katharina, gjorde Henrik muligheden for nogen alliance mellem hendes søstersøn kejser Karl og England helt utænkelig, og satte dermed England i en håbløst isoleret position. Henrik så godt, hvad han satte på spil, og ville have mest muligt til gengæld. 25. oktober kom kong Francis til Calais, forærede Anne en imponerende diamant og dansede med hende. Hun var dog ikke til stede ved forhandlingerne, som der i øvrigt ikke kom noget ud af, da den franske konge fastholdt sit forbund med paven, som han ikke ville trodse. 
Hvis Anne havde spillet nogen rolle i engelsk udenrigspolitik, havde hun været hyppig omtalt i ambassadørenes depecher, som Thomas Wolsey og Thomas Cromwell var. I juli 1532 slog den franske ambassadør Jean du Bellay fast: "Alt damen gør, er efter kongens ordre." du Bellay bemærkede også, at kong Henrik var så forelsket i Anne Boleyn, at kun Gud "kunne dæmpe hans galskab". Han rapporterede videre, at hun var meget upopulær i folket.
Boleyn-familien sørgede dog for at sikre sig fordele af forholdet. Hendes far blev hædret med titlen jarl af Wiltshire, og Annes irske fætter blev jarl af Ormond. Ved en storslået banket for at fejre sin fars nye titel tog Anne dronningens plads ved kongens side. I januar 1533 giftede parret sig ved en hemmelig ceremoni. Den 23. maj 1533 erklærede ærkebiskoppen af Canterbury, Cranmer, ægteskabet mellem Katharina og Henrik for opløst. Fem dage senere, den 28. maj 1533, erklærede han ægteskabet mellem Henrik og Anne for at være gyldigt.

## Dronning af England
I april 1533 blev Katharina frataget sin dronningetitel, og kongen gjorde klart, at han ikke mere ville betale for hendes tjenerskab. Hun måtte trække sig tilbage til et hus på landet, langt fra hoffet. Da hun mistede sine privilegier, og deres datter blev erklæret illegitim, kunne Henrik også beslaglægge alle hendes ejendomme. Anne Boleyn pralede af at kunne gøre sin steddatter Maria til sin kammerpige, muligvis for at tilskynde et ægteskab med en kammertjener, i stedet for det ægteskab med en udenlandsk prins, som en kongedatter ellers kunne forvente. Anne gav sin faster Alice Clere besked om, at Maria ikke måtte benytte sig af titlen prinsesse. Hvis hun gjorde det, skulle hun angiveligt straffes med en øretæve og behandles som den bastard, hun var. Hun måtte heller ikke spise morgenmad på sit værelse, men ved bordet sammen med de andre - en ydmygelse for en kongedatter. Annes bror og hendes farbror Norfolk kritiserede også Alice Clere skarpt for at behandle Maria alt for pænt.
Anne blev kronet som dronning den 1. juni 1533 ved en storslået ceremoni i Westminster Abbey, fulgt af en overdådig banket. Themsen var fyldt af festpyntede skibe. Anne var den sidste dronning af England, der blev kronet adskilt fra sin mand. Nyheden om den forstående kroning modtog befolkningen lunkent. Efter traditionen var hun klædt i hvidt med en guldkrone. I modsætning til de andre dronninger blev Anne kronet med St. Edwards krone, der tidligere kun var brugt til at krone en regerende monark.
Pave Clemens tog omsider skridt til en foreløbig bandlysning af kongen og ærkebiskop Cranmer, med fordømmelse af ægteskabet med Anne. I marts 1534 erklærede han, at ægteskabet mellem kongen og Katharina var juridisk bindende, og beordrede Henrik til at genoptage samlivet, men Henrik afviste dette og forlangte Anne Boleyn anerkendt som dronning. I slutningen af 1534 anerkendte parlamentet Henrik som overhoved for den anglikanske kirke, som dermed var kommet under hans kontrol. Thomas More og biskop John Fisher, der afslog, blev fængslet og dømt til døden. Det rystede befolkningen, da disse blev halshugget i juni 1535.

### Arvingen
Efter sin kroning bosatte Anne sig på kongens yndlingsslot i Greenwich frem til fødslen af parrets første barn, der kom et par uger for tidligt den 7. september 1533 mellem klokken 3 og 4 om eftermiddagen. Barnet, der blev opkaldt efter sin farmor Elizabeth af York, var sund og rask, men Anne hævdede at frygte for, at Katharinas datter, prinsesse Maria, var en trussel for sin lille halvsøster. Elizabeth blev så sendt til Hatfield House, der blev hendes barndomshjem.
Den nye dronning havde omkring 250 tjenestefolk, hvilket var mere end Katharina havde haft. De spændte lige fra præster til stalddrenge, og over 60 hofdamer. Hendes kapellan Matthew Parker blev ærkebiskop af Canterbury i hendes datter Elizabeths regeringstid.
Anne Boleyn regerede over en storslået hof. Hun brugte en overdådige summer på kjoler, smykker, hovedbeklædning, strudsefjervifter, rideudstyr, møbler og ompolstring, for at vedligeholde sin status som førstedame. Talrige slotte blev renoveret efter hendes og Henriks ekstravagante smag. Hendes motto var the moost happi (= den lykkeligste), og hun havde en hvid falk som sin personlige devise.

## Fejlede svangerskaber
Allerede i foråret 1534, da prinsesse Elizabeth var et halvt år, forlød det, at Anne var gravid igen. Der blev købt en vugge af sølv, og kongen, der havde været meget skuffet over kun at få en datter, viste den lille prinsesse interesse og hengivenhed. Han forsøgte at presse Katharina og deres fælles datter Maria til at anerkende hans børn med Anne Boleyn som de første i arvefølgen, men de to damer afslog at aflægge eden. Anne på sin side var optaget af en spådom om, at en dronning af England ville blive brændt på bål. Anne satte meget ind på, at den dronning skulle blive Katharina, så den skæbne ikke skulle ramme hende selv.
Forræderiloven blev revideret i 1534, hvorefter al uvilje mod og sladder om kong Henriks ægteskab med Anne Boleyn blev regnet som højforræderi. Det påfaldende er, at noget sådant overhovedet blev anset nødvendigt, og tyder på, at opfattelsen af Anne Boleyn som løsagtig var alment kendt og accepteret i befolkningen. Gesandter til de tyske prinser samme år blev instrueret i at beskrive Anne med ord som "hendes livs renhed og vedvarende jomfruelighed...hendes kyskhed osv." Det virkede måske mod sin hensigt. Mange samtidige kilder omtaler Anne Boleyn som en ren luder, og hofdamen Elizabeth Amadas, som selv hævdede at være blevet antastet af kong Henrik, beskrev Henry Norris som Annes ruffer hos kongen. Selv beordrede kong Henrik Anne til at tolerere hans affærer med andre kvinder og godtage dem "som mere værdige personer" havde gjort. Men hvad mente han med, at hun var "mindre værdig"? 
I juli 1534 sendte kongen George Boleyn til Frankrig for at aflyse et planlagt besøg, fordi Anne nu var højgravid. Men ingen baby kom. Nogen dødfødsel var der ikke tale om, for så havde Anne været i barselstue. I september skal kongen have været i tvivl om hans kone overhovedet var gravid. Det har været foreslået, at Anne led af et indbildt svangerskab, fremkaldt af det enorme pres om at føde en tronarving. Oplevelsen med et svangerskab, der opløste sig i intet, må have været rystende for kongeparret. Der gik også rygter om, at Henrik var betaget af en hofdame, og om hårde ord mellem ham og Anne om dette.
Den franske admiral Brion bad i november 1534 kong Henrik om at give sin velsignelse til et ægteskab mellem sin datter Maria og kong Francis 1.s tredje søn Charles. Derved fremgik, at den franske konge på trods af alle forsikringer anså Maria som født i ægteskab. Og da Maria var kusine til kejser Karl, så kong Francis det som en glimrende måde at nærme sig kejseren på. Først afviste Henrik det hele som en dårlig spøg, men ved tredje anmodning bad han om at se Brions skriftlige instruks, hvor det fremgik, at tilbuddet var alvorligt nok. Henrik gik med på det, forudsat, at begge ægtefæller frasagde sig alle rettigheder til den engelske trone. Derefter kom han selv med et bedre tilbud: Charles kunne gifte sig med Henriks ægtefødte datter, Elizabeth, hvis Francis fik overtalt pave Paul 3. til at ophæve pave Clemens 7.s bandlysning af ham. Men den franske konge ville ikke i konflikt med pavedømmet, selv om Henrik til gengæld tilbød også at give afkald på sin titel af "konge af Frankrig".
I december 1534 drejede kongens interesse sig om en "frk Shelton", Annes egen kusine, datter af Annes faster Anne Shelton. Fru Shelton, der havde opsynet med kongens datter prinsesse Maria, havde selv to døtre, Mary og Margaret ("Madge") Shelton. Henrik indledte et forhold til en af søstrene, men der er usikkerhed om, hvem af dem, det var.

## Annes sidste år
Sommeren 1535 var ægtefællerne imidlertid glade for hinanden igen. Forskellige kilder så dem sammen, og kommenterede, at de var ved godt helbred og i godt humør. I december 1535 blev Katharina meget syg, og planerne om at henrette hende blev udsat. Hun døde i 7. januar 1536. Da nyheden nåede Henrik, skal han have råbt: "Gud være lovet, nu bli'r vi ikke mistænkt for at ville gå til krig!" Ifølge kejser Karls ambassadør til England, Chapuys, klædte kongen sig den følgende dag helt i gult af ren glæde, og medbragte den lille prinsesse til messe.
Men senere i januar blev kong Henrik slået af sin hest under en ridderturnering og var bevidstløs i et par timer. Og fem dage senere - den dag, da Katharina af Aragonien blev begravet i Peterborough - aborterede Anne, hvad der blev beskrevet som et 15 ugers drengefoster. Ambassadør Chapuys rapporterede 29. januar, at efter Annes abort samme dag skulle kong Henrik have udtalt, at det måtte være ved ren trolddom, han var blevet lokket til at gifte sig med hende; at han derfor ingen søn havde fået, og at han derfor nu følte sig fri til at gifte sig med en anden. Chapuys var dog sin skeptisk til, at kongen virkelig havde udtrykt sig sådan. Han skrev også, at Anne havde trøstet sine grædende hofdamer, og sagt, at hun snart ville blive gravid igen, og denne gang ville hendes søn være ubesmittet og legitim, fordi Katharina nu var død. Chapuys bemærkede, at hvis den udtalelse var rigtig, trak hun dermed sin egen datter Elizabeths legitimitet i tvivl.
Først 50 år senere skrev jesuitten Nicholas Sander, at Anne Boleyns abort havde været et deformt foster, "en uformelig masse". Ingen tidligere kilder beskriver det som andet end et ordinært svangerskab, der gik galt. Selv forsvarede Anne sig overfor kongen med, at hans fald fra hesten fem dage tidligere havde skræmt hende, så hun aborterede.
Politisk var Katharinas død en lettelse for både kong Henrik og kejser Karl 5., for dermed bortfaldt årsagen til modsætningsforholdet dem imellem. Allerede i april samme år sendte kejseren følere ud om et venligt forhold, og ambassadør Chapuys ankom Greenwich 18. april for de indledende forhandlinger. Han hilste da for første gang på Anne Boleyn, som han først nu efter Katharinas død kunne anerkende som Englands dronning. Anne Boleyn var i april 1536 på højden af sin magt; kong Henrik havde sat meget ind på, at hun skulle få kejserens anerkendelse, som nu var givet. Ironisk nok var hun dødsdømt inden en måned og mere sårbar end nogensinde, fordi kong Henrik var stærkt betaget af hendes hofdame Jane Seymour; og politisk var Anne nu en byrde, hvor dronning Katharina i sin tid kunne tilbyde muligheden for en alliance med sin søstersøn kejser Karl. Anne søgte derimod en fransk alliance, motiveret af sine mange år ved det franske hof; men Frankrig var en upålidelig forbundsfælle.
Anne Boleyn havde længe prøvet at slutte fred med sin steddatter Maria, men pigen afviste Annes tilnærmelser. I marts 1534 bad Anne hende om at anerkende sig som Englands dronning, som en måde at formilde sin fars hjerte på. Anne lovede da at sørge for, at hun ville komme i gode kår. Maria svarede, at hun ikke kendte nogen anden dronning af England end sin mor, men at hun ville være "Madame Anne de Bolans" (som hun kaldte hende) evigt taknemlig, hvis hun ville hjælpe hende til at forsones med sin far. Sommeren 1535 skal Anne have raset mod Henrik, fordi han ikke havde fået Katharina og deres fælles datter henrettet for højforræderi, som de fortjente langt mere end Thomas More og biskop Fisher (der allerede var henrettet), fordi de var skyld i det hele. Efter Katharinas død kom hun dog med flere fredstilbud til Maria. Hvis pigen bare ville adlyde sin far, lovede Anne at være som en mor for hende og den bedste ven i verden; Maria måtte i så fald gerne komme til hoffet, og være fritaget for at bære Annes slæb. Maria sagde til Annes faster Anne Shelton, at hun heller ville dø hundrede gange end at handle mod sin ære og samvittighed. Der gik også rygter om, at hendes mor var blevet forgiftet af Anne Boleyn, fordi der ved balsameringen blev opdaget en sort svulst ved Katharinas hjerte. Moderne medicinere mener dog, at der var tale om en form for kræft.
Kong Henrik havde givet Thomas Cromwell instruks om at inddrage kirkegodset under kronen. Anne Boleyn ønskede, at indtægterne fra kirkegodset i stedet skulle gå til universitetsuddannelse af præsterne. Abbeder der kom til hoffet, blev presset af hende til at finansiere universitetsstipendier, og i slutningen af 1530'erne så man da også en voldsom opgang i antal munke, der aflagde universitetseksamener. 
2. april 1536 holdt Anne Boleyns præst John Skip (eller Skyppe) en prædiken for hoffet, hvor han citerede fra Demosthenes' beretning om folket i Lokris, som blev så træt af de vedvarende lovændringer, at de til sidst forlangte, at hver den, der kom med et nyt lovforslag, skulle have et reb omkring halsen, så de kunne hænge ham, hvis hans forslag blev forkastet.
Som ansat hos Anne Boleyn kunne Skip ikke have holdt sådan en prædiken uden hendes tilladelse. Hans tale var en åben kritik af alle kongens ønsker om ændring af religiøs praksis. Skip talte om kong Ahasverus af Persien - dvs. kong Henrik - hvis onde rådgiver Haman planlagde at udrydde jøderne; men den gode dronning - dvs. Esther, her ment Anne Boleyn - sørgede for at redde jøderne. Det er senere tolket som Skips angreb på Thomas Cromwell som kongens "onde rådgiver" i færd med at udrydde munke og nonner; men Cromwell foretog sig ikke noget i den retning. Derimod lukkede han de mindste klostre, hvis munke og nonner så kunne slutte sig til de større, eksisterende klostre. John Skip sagde da også klart, at talen handlede om noget andet; at konger skulle være yderst forsigtige, "især med enhver ændring af gamle skikke", dvs. katolske traditioner som vievand. Så tydeligt kunne han ikke have forsvaret katolske skikke, hvis Anne Boleyn ikke havde sagt sig enig. Landets religiøse praksis var det kongen, der stod for. Skips kritik var derfor rettet mod kong Henrik - ikke mod Cromwell - og viser også, at kongen var mere reformvenlig end Anne.

## Sigtelsen
Kejser Karls ambassadør Eustace Chapuys hævdede, at hans nabo Thomas Cromwell 24. maj skulle have fortalt ham, at han havde sat sig for at conspirer le dict affaire (= udpønse den omtalte sag). Cromwell kan have ment, at han lagde retssagen op, så alt skulle gå mest mulig rigtigt for sig. Som Anne Boleyns alvorligste anklager anføres hendes egen hofdame Elizabeth Browne, lady Worcester. En ellers ukendt dame, Nan Cobham, er også omtalt. Dertil Bridget Wingfield, nabo af Boleyn-familien i Kent, som Anne og Henrik besøgte undervejs til Dover i 1532. Som hofdame havde lady Wingfield stået Anne nær, men var død, da retssagen fandt sted. Imidlertid må hun have efterladt sig noget, der blev fremlagt i sagen.
Hofdamen lady Worcesters bror, Anthony Browne, skal i foråret 1536 have bemærket, at hans søster var gravid, og hendes fraværende mand kunne ikke være barnets far. Browne bebrejdede derfor sin søster for hendes letsind. Lady Worcester - der havde stået ved Annes ene skulder under hendes kroning og holdt et fint klæde op foran hendes mund, hver gang Anne ønskede at spytte - svarede sin bror, at hun i hvert fald "ikke var værre end dronningen". Lady Worcester har ikke kunnet tænke sig, at hendes bror ville gå til kongen med hendes rappe bemærkning. I efteråret 1536 nedkom hun med en datter, der blev døbt Anne, nok efter dronningen. Som fange i Tower havde Anne Boleyn bekymret sig for den gravide hofdame, at "barnet ikke rørte sig for den sorg, hun følte for mig". Anne Boleyn anede ikke, at det var lady Worcester, der uafvidende havde angivet hende.
I marts 1538 skrev lady Worcester til Thomas Cromwell og takkede ham for at have betalt de £ 100, hun havde lånt af dronning Anne, og som hendes mand ikke måtte få kendskab til. Det er foreslået, at det måske var Cromwell, der var far til det barn, lady Worcester ventede i 1536. Da havde Cromwell allerede i forkant haft kendskab til Annes letsind, men valgt at holde mund, til lady Worcester røbede det for sin bror, og det hele kom ud.
Det var nærliggende at spørge, hvorfor hofdamerne ikke tidligere havde meldt fra om de forhold, man nu mente at afdække. Men det havde kongen selv sørget for, da han ændrede forræderiloven i 1534, så det blev strafbart at tale negativt om Anne Boleyn eller hans ægteskab med hende. I realiteten kunne hun true andre til tavshed.
Et hemmeligt udvalg bestående af Thomas Cromwell, Annes far Thomas Boleyn og hendes farbror Norfolk blev sat til at undersøge anklagerne om utroskab. Søndag 30. april blev hofmusikeren Mark Smeaton arresteret og forhørt i Cromwells hus i bydelen Stepney. Smeaton hævdede at have haft samleje med Anne tre gange. I den Spanske krønike påstås, at han tilstod efter tortur, men krøniken er notorisk upålidelig. George Constantine, tjener hos Henry Norris, forklarede, at han havde hørt, at Smeaton blev udsat for grov tortur, men at han ikke kunne bekræfte det; mens Lancelot de Carles, den franske ambassadørs sekretær, skrev, at Smeaton tilstod uden tortur. Tortur var heller ikke udbredt i Tudortidens England.
Samme aften udsatte kongen en rejse med Anne til Calais, der var planlagt for 2. maj. Næste dag, 1. maj, blev Smeaton ført til Tower. Henrik 8. deltog i May Day-ridderturneringen i Greenwich, men rejste sig brat og forlod stedet til hest med sit følge, hvoriblandt Henry Norris. Undervejs til London spurgte kongen Norris, om han havde haft et forhold til dronningen, og tilbød at tilgive ham, hvis han tilstod. Norris, der var medlem af Hosebåndsordenen og en af mest Henriks betroede mænd, forsikrede om sin uskyld. Det hjalp ikke. Også han blev sendt til Tower, og næste dag, 2. maj 1536, blev Anne arresteret og ført til Tower. Det blev også hendes bror.
Selv indrømmede Anne at have flirtet med Norris, der var forlovet med hendes kusine Madge Shelton. Anne havde spurgt ham, hvorfor han trak det ud med at gifte sig, og tilføjet: "Du ser efter død mands sko. Hvis noget skulle ske med kongen, ville du have mig." Norris svarede, at hvis han havde sådanne tanker, kunne han snart komme af med hovedet. Anne havde svaret, at hun kunne fælde ham, hvis hun ville. Det var underlige udtalelser fra en gift kone til en mand, der var forlovet med hendes egen kusine. Måske var denne flirten en reaktion på den måde, Henrik overså hende på, mens han kurtiserede forskellige af hendes hofdamer. Intet tyder på, at hun faktisk havde nogen affære. Anne fortalte vogteren Kingstons kone, at hun havde bedt Norris om at aflægge ed på, at hun var en kysk kone, og han havde sagt ja. Men som konen svarede hende: "Hvorfor skulle det overhovedet være nødvendigt?"
Til Kingston skal Anne have sagt, at hun frygtede Weston, for han havde bemærket, at Norris oftere kom til hendes kammer efter hende, end efter sin forlovede Madge Shelton. Dertil havde hun drillet Weston med, at han var forelsket i hendes kusine Madge Shelton, Norris' forlovede, men ikke i sin kone Anne Pickering. Weston svarede, at han elskede én i dronningens hus højere end de andre to; og da hun spurgte ham hvem, svarede han, at det var hende selv. Hvad der fremkommer om Anne i Kingstons breve er ikke smigrende for hende. Hendes udtalelser støttede ikke anklagerne om utroskab, men hun havde afgjort været yderst indiskret. Sagsakterne er imidlertid gået tabt. Måske blev de makuleret i Elizabeths regeringstid.
Brereton var henved de 50 og havde ikke opvartet Anne. Han var gift med lord Worcesters søster; den lord Worcester, der var gift med hofdamen, der først skal have anklaget Anne. Måske havde lady Worcester trukket sin svogers navn ind i sagen. George Boleyn blev beskyldt for to tilfælde af incest, det første i november 1535 på Whitehall og måneden efter på Eltham.

Midt i det hele, 1. maj, skete en påfaldende ejendomstransaktion. Thomas Cromwell havde syv måneder tilbage fået et hus i Hackney af kongen, udstyret det pragtfuldt - og 1. maj blev det pludselig tilbageført til kong Henrik. Forklaringen må være, at huset tidligere havde tilhørt Henry Percy, der var blevet tvunget til at aflægge ed på, at han ikke havde haft nogen ægteskabsaftale med Anne, så hun var fri til at gifte sig med kongen. Nu skulle han presses til at trække sin ed tilbage og fremstå som en løgner. Percy nægtede først. Huset i Hackney, som han elskede, var åbenbart den gengave, kongen tilbød Percy for at afsværge sin tidligere ed. Det er han gået med til, for da Anne blev fundet skyldig af en enstemmig jury, var Percy én af dem. Han måtte bagefter støttes ud af salen. Nogle dage senere fik han et voldsomt panikanfald, da han skulle stå for den uddeling af Hosebåndsordenen, der var blevet udsat pga. retssagen. Cromwell sørgede for en kongelig tilladelse til, at Percy kunne trække sig tilbage til huset i Hackney, hvor han døde det følgende år, kun 35 år gammel. 

### De sidste dage
I Tudortidens lovværk blev en anklaget antaget skyldig, indtil han havde bevist sin uskyld. Ofte var den anklagede ukendt med beskyldningerne, der lå til grund for sagen, og hvilke bevis, der forelå, så det blev umådelig svært at forsvare sig ordentligt. Utroskab hørte i Tudortiden ikke under straffeloven; utroskab var en sag for kirkeretten og udløste ikke dødsstraf. Heller ikke regnede man en dronnings utroskab som højforræderi, selv om lovværket blev ændret i 1542 for netop at indbefatte dette forhold, fordi det kunne skabe usikkerhed om eventuelle børns ret til tronen.
I Anne Boleyn-sagen forelå ingen beviser mod de involverede. 12. maj blev Mark Smeaton, Henry Norris, Francis Weston og William Brereton ført for retten i Westminster Hall. Bortset fra Smeaton erklærede de sig alle uskyldige i anklagerne. Thomas Cromwell havde sat en jury sammen bestående næsten helt af kendte modstandere af Boleyn-familien, som ikke var svære at opdrive. De fem tiltalte blev dømt til døden af en jury bestående af deres ligemænd. At tre arresterede alligevel blev løsladt - poeten Thomas Wyatt, samt hofmændene Richard Page og Francis Bryan - tyder dog på, at kong Henrik til en vis grad bevarede fatningen.
Wyatt skrev senere et digt, der kan tolkes som ham siddende i sin celle i Tower, hvorfra han gennem gitteret (the grate, der nævnes i digtet) ser sine bekendte henrettes. Han tog udgangspunkt i salmen Mine fjender omringer min sjæl. Omkvædet circa Regna tonat er hentet fra Senecas tragedie Phaedra og oversættes som "han tordner omkring troner". Hos Seneca henspillede "han" på Jupiter.
Den 14. maj erklærede Cranmer Annes ægteskab med Henrik opløst. 15. maj blev hun ført for retten i Towers store hal foran omkring 2.000 fremmødte. Hun erklærede sig uskyldig og forsvarede sig mod de anførte anklager klart og med værdighed. Juryen var alligevel enstemmig i sin dom, og hun blev frataget sine titler og sin krone. Tårerne løb ned af hendes farbror Norfolks ansigt, da han læste dommen op. Da Annes angivelige elskere var fundet skyldige, kunne hun ikke kendes uskyldig, skønt ingen af datoerne for Annes påståede stævnemøder faldt sammen med hendes opholdssted. Nogle skulle have fundet sted, mens hun lå i barselstue lige efter at have født Elizabeth.
Det var første gang i historien, at en engelsk dronning stod for retten. Kong Henrik virkede helt uberørt af, at hun var fundet skyldig, og ambassadør Chapuys noterede, at kongen dagligt var ude at spise sammen med damer til efter midnat. Bag kulisserne skrev kongen til vogteren Anthony Kingston i Tower, at selv om Anne var dømt til døden, enten på bålet eller ved halshugning, ville han skåne hende for bålet. I stedet skulle "på plænen i vort Tower of London den samme Annes hoved afhugges". En mand fundet skyldig i forræderi skulle hænges og sættes på hjul og stejle, mens kvinder blev brændt. Både Anne og de fem dømte mænd slap efter kongens ordre med at blive halshugget. Hvis øksen var sløv, var det også en slem død, og af den grund budsendte kongen en bøddel med sværd fra Calais. (Da han fik sin femte kone, Catherine Howard, halshugget i 1542, skete det med økse.) Ved Annes henrettelse sørgede Henrik også for et diskret sæt tøj til bødlen, der ellers normalt gik i farverige antræk, nærmest som en hofnar, for nemt at kunne genkendes. Men Henrik ville gerne spare Anne for at genkende bødlen og blive endnu mere skræmt. Disse forskellige tegn på omtanke tyder på, at kongen inderst inde godt har vidst, at hans kone blev uskyldig dømt.
Det blev senere kendt, at kongen måtte have tilkaldt bødlen fra Calais allerede inden retssagen; ellers ville han ikke være nået frem til henrettelsen i tiden. En anden grusomhed, både overfor Anne og hendes gamle ven ærkebiskop Cranmer, var at få Cranmer til at overtale Anne til at underskrive en indrømmelse af, at hendes ægteskab havde været ugyldigt, og datteren Elizabeth illegitim, i bytte mod mildere behandling. Anne Boleyn blev forespejlet, at hun skulle kunne drage i eksil med datteren, og underskrev i den tro.
Hun blev så ført tilbage til Tower, mens hendes bror George blev ført for retten for den samme jury som søsteren. Også han svarede godt for sig. Anklagen var, at han havde gjort nar af kong Henriks manglende seksuelle evner, og lavet sjov med, at Elizabeth ikke var kongens datter, hvad der gjaldt som højforræderi. Værre var det, at han læste højt i retten, hvad anklagerne gik ud på, hvad der yderligere ydmygede kongen. George har nok vidst, at sagen i alle tilfælde var tabt. Han blev dømt til en forræders død, hjul og stejle ved Tyburn (men også det omgjort til halshugning). George Boleyn svarede, at han havde gjort sig fortjent til at dø, og bad kun om, at kongen fik gjort hans gæld op. Som de andre slap han imidlertid med halshugning.
Om morgenen 17. maj 1536 blev George Boleyn, Henry Norris, Francis Weston, William Brereton og Mark Smeaton ført til skafottet på Tower Hill og halshugget. En stor mængde havde samlet sig. Det er blevet sagt, at Anne skulle have set henrettelserne fra sit vindue, men da måtte hun være flyttet fra sine tilviste værelser. Samme dag blev Henrik 8. officielt informeret af ærkebiskop Cranmer om, at han for anden gang havde levet i et ægteskab, der aldrig havde eksisteret, og derfor nu var opløst. Det er stadig uklart, hvilke grunde Cranmer anførte for at kunne annullere det, da dokumenterne er gået tabt.
Anthony Kingston, vogteren i Tower, rapporterede, at Anne virkede meget afklaret og forberedt til sin død:

"Her til morgen sendte hun bud efter mig, for at jeg kunne være sammen med hende de sidste timer, hun fik af den gode Gud, og jeg skulle høre hendes tale ved podiet. Og sagde til mig da jeg ankom, "Mr. Kingston, jeg hører jeg ikke skal dø før middag, og det er jeg er meget ked af, for jeg troede at jeg ville være død på det tidspunkt, og min smerte overstået." Jeg fortalte hende, at det ikke burde være nogen smerte, at det var så lidt. Og så sagde hun, "jeg har hørt sige at bødlen skulle være dygtig, og jeg har en lille hals"; hvorefter hun satte hænderne omkring den, og lo hjerteligt. Jeg har set mange mænd og også kvinder henrettet, og de har været i stor sorg, og til min undren virkede denne dame meget afklaret overfor døden. Herre, hendes hofdamer har konstant været hos hende, og de har været her siden 02:00 om natten."

Digtet Oh Død, vug mig i søvn menes at have været forfattet af Anne og afslører, at hun har håbet, døden ville ende hendes lidelser. Kort før daggry tilkaldte hun Kingston for at høre messen og bede i hans nærvær om frelse for sin sjæl. Hun gentog under ed både før og efter at have modtaget nadveren, at hun aldrig havde været kongen utro.
Under retssagen mod Anne optrådte hun så værdigt, at stemningen ved hoffet skiftede noget i hendes favør. 18. maj, der var berammet som dagen for hendes henrettelse, havde så mange tilhængere af hende samlet sig i Tower, at henrettelsen blev udsat til næste dag af frygt for uro. Men 19. maj virkede Kingston så uforberedt, som forventede han en benådning af dronningen; han havde ikke en gang bestilt en kiste. Dagen var en opvisning i bommerter. Selvom Henrik havde beordret, at hans kone skulle halshugges på Tower Green, var skafottet rejst på nordsiden af White Tower, overfor dagens Waterloo Block, hvor kronjuvelerne opbevares. I farten var portene til Tower blevet stående åbne, og omkring tusind mennesker strømmede til for at overvære henrettelsen. Omkring halv ni ankom Anne, ledsaget af Kingston. Hun blev ved med at se sig over skulderen, som om hun håbede på en budbringer med en benådning. Hun talte til de fremmødte fra skafottet, og Lancelot de Carle gengav den sådan:

"Gode kristne mennesker, jeg kommer her for at dø, for ifølge loven dømmes jeg til at dø, og derfor vil jeg tale. Jeg er kommet hertil, ikke for at bebrejde nogen, ej heller for at tale ondt om dem, jeg er anklaget og dødsdømt af, men jeg beder Gud bevare kongen og give ham et langt liv til at herske over jer, for en blidere eller en mere barmhjertig fyrste var der aldrig; og mod mig var han altid en god, mild og suveræn herre. Og hvis nogen vil dømme om min sag, beder jeg dem om at dømme blidt. Og således tager jeg afsked med verden og med jer alle, og jeg beder inderligt om, at I beder for mig. O Herre forbarm dig over mig, Gud jeg skænker dig min sjæl."

Som de andre dømte undgik hun at kritisere Henrik for at skåne sin familie for yderligere konsekvenser.

### Død og begravet
Hun knælede, og ifølge Charles Wriothesley, Cromwells ven Edward Hall og John Spelman sagde hun: "Til Jesus Kristus betror jeg min sjæl." Hendes hofdamer fjernede hendes kyse og halskæder og bandt derefter et bind for hendes øjne. Anne Boleyn blev henrettet af den franske sværdbøddel, Jean Rombaud. For at distrahere hende råbte han: "Hvor er mit sværd?" i det sekund, hvor sværdet gik gennem hendes hals. Kanonerne blev affyret som signal til kongen, der gik om bord i sit fartøj og sejlede til Chelsea, hvor Jane Seymour ventede på ham. Næste dag forlovede de sig.
Henrettelsen blev udført med et enkelt slag. Det blev overværet af Thomas Cromwell, kong Henriks svoger Charles Brandon, kongens uægte søn Henry Fitzroy, samt rådmænd og repræsentanter for de forskellige håndværk. De fleste fra kongens råd var også til stede. Cranmer, der var hjemme i Lambeth-paladset, skulle efter sigende være opløst af gråd efter at have fortalt Alexander Ales: "Hun, der har været dronning af England på jorden, vil i dag blive dronning i himlen."
Da anklagerne mod Anne først var fremlagt, havde Cranmer givet udtryk for sin forundring over Henrik og hans tro på, at "hun ikke ville blive fundet skyldig". Alligevel følte Cranmer sig sårbar på grund af sit nære forhold til dronningen. Han gjorde intet forsøg på at redde Annes liv, selv om han modtog hendes sidste skriftemål, hvori hun hævdede sin uskyld over for Gud.
Vel havde ambassadør Chapuys været dronning Katharinas ven og Annes modstander, men han lagde aldrig skjul på sin respekt for Annes intelligens og evner, og da hendes allierede svigtede hende efter at hun faldt i unåde hos kongen, var Chapuys en af meget få, der stod frem og offentligt erklærede, at hun var et uskyldigt offer for et politisk kup. Henrettelsen af hende nagede og plagede ham. Til kejseren skrev han: "Måtte Gud sørge for, at det her blev hans [kong Henriks] sidste dumhed." 
Trods sin store andel i Annes henrettelse havde Henrik ikke arrangeret nogen form for begravelse eller sørget for en ordentlig kiste. Hendes lig lå på skafottet i nogen tid, før en troede mand, der arbejdede i Tower, fandt et tomt pilekogger og lagde hendes hoved og krop deri. Hun blev begravet i de ukendtes grav i kapellet St. Peter ad Vincula. I løbet af fem måneder var kong Henrik blevet enkemand to gange - begge gange uden at føle sorg. Han giftede sig med Jane Seymour 30. maj 1533 - 11 dage efter Annes død.
I eftertid fik folk kendskab til sagens baggrund gennem et digt af den senere biskop Lancelot de Carle, trykt i Lyon i 1545, men dateret 2. juni 1536 og i omløb i Paris allerede i 1537, hvor kong Henrik forgæves søgte at få det standset. de Carle var godt orienteret, da han havde tjent den franske ambassadør ved Henriks hof, og var til stede ved Annes henrettelse. Digtet hed Et brev omhandlende anklagerne mod dronning Anne Boleyn af England og findes i 13 ikke helt enslydende eksemplarer. de Carle beskriver dronning Anne som utro mod kongen, vel vidende, at forræderiloven af 1534 gør det strafbart at røbe hendes misgerninger. Da en hofdame bliver gravid, bebrejdes hun for sit letsind af sin bror, kongens rådgiver, og hun svarer vredt, at dronningen da er værre, han kan bare spørge Mark Smeaton; men at det, der forekommer værst, er dronningens forhold til sin egen bror. Rådgiveren er forfærdet, og rådfører sig med to andre. Den gravide hofdame og hendes bror blev i samtiden hurtigt identificeret som Elizabeth og Anthony Browne, og sådan sivede det ud, hvad der havde udløst Anne Boleyns fald.
Annes skelet blev identificeret under renovering af kapellet under dronning Victoria, og Anne Boleyns sidste hvilested er nu markeret i marmorgulvet.